# Jean Etchepare
Pour les articles homonymes, voir Etchepare.
Jean Etchepare, né le 3 avril 1890 à Buenos Aires (Argentine) et mort le 2 mars 1965 à Marseille (France), est un sportif français.

## Biographie
Membre de l'Olympique de Marseille, il pratique plusieurs sports : l'athlétisme, le football et le rugby à XV.
En football, il joue au poste d'attaquant, et est l'un des premiers grands buteurs de l'OM. Il n'est néanmoins pas présent lors de la finale du Championnat de France de football USFSA 1919.
En athlétisme, il est sacré champion du littoral du 800 mètres, du 1 500 mètres et du saut à la perche.
Jean Etchepare évolue aussi au sein de l'équipe de rugby à XV du club olympien dans les années 1910.

## Sources
- Alain Pécheral, La grande histoire de l'OM (Des origines à nos jours), L'Équipe, 2007, 507 p. (ISBN 2916400079), « Ainsi fonts, fonts, fonts (baptismaux) », p. 15
- Fiche du joueur sur om1899.com